# كينيتشي كاوانو
كينيتشي كاوانو (باليابانية: 河野 健一) (15 سبتمبر 1982 في ناباري في اليابان – )؛ هو لاعب كرة قدم ياباني سابق كان يلعب كلاعب وسط.

## وصلات خارجية
- كينيتشي كاوانو على موقع رابطة كرة القدم اليابانية للمحترفين (اليابانية)